# Fun with Dick and Jane (película de 1977)
Fun with Dick and Jane (conocida en español como Roba bien sin mirar a quién en España y No robarás a menos que sea necesario en Hispanoamérica) es una película de comedia negra estadounidense de 1977 protagonizada por George Segal y Jane Fonda. Dirigida por Ted Kotcheff, la película critica cáusticamente la «anarquía» del estilo de vida estadounidense.
Los nombres de los personajes provienen de la serie de libros educativos para niños estadounidense Dick and Jane, y el título está tomado del título de uno de los libros de la serie.

## Argumento
Dick Harper es un exitoso ingeniero aeroespacial en Los Ángeles, donde él y su esposa Jane tienen una hermosa casa, con una piscina y un nuevo césped en construcción. Jane cuida de su hijo, Billy.
Sin embargo, debido a los reveses financieros en el negocio, el jefe de Dick, Charlie Blanchard, lo despide repentinamente. Dick y Jane deben más de 70 000 dólares y de repente se encuentran sin ingresos. Sus intentos de encontrar otro empleo remunerado fracasan. Jane consigue una aparición como modelo en un restaurante que se convierte en un fiasco. Dick termina solicitando desempleo y cupones de alimentos, mientras que los padres adinerados de Jane, en lugar de ayudar, les aconsejan que utilicen esta experiencia de manera positiva como una lección de vida.
Incapaces de encontrar otra solución a sus problemas, Dick y Jane se entregan a una vida delictiva. Se esfuerzan por seleccionar juiciosamente a sus víctimas: roban a la compañía telefónica, por ejemplo, para hacer vitorear a los clientes en la fila. Con el tiempo, Dick y Jane sopesan sus conciencias culpables frente a sus necesidades, tratando de recuperar sus antiguas vidas y mantenerse fuera de la cárcel. Toman la decisión de «retirarse» del robo. Sin embargo, casi de inmediato ven a Charlie Blanchard en la televisión, testificando ante un comité del Congreso. Después de darse cuenta de que Charlie guarda doscientos mil dólares en su oficina como fondo para sobornos (utilizado para pagar a los legisladores), Dick y Jane deciden robarle a Charlie. En una gala en la antigua empresa de Dick, Dick y Jane irrumpen en la oficina de Charlie, abren la caja fuerte y roban el dinero. Salen de su oficina y llegan al piso principal del edificio, pero los guardias de seguridad del edificio alertan a Charlie antes de que la pareja pueda irse. Se les ve vigilando todas las salidas. Dick le admite a Charlie que él y Jane le han robado el dinero. Sin embargo, también explican que Jane llamó a la policía por el robo. Sabiendo que las autoridades podrían confiscar los 200 000 dólares y dar lugar a más investigaciones no deseadas, Charlie le dice a la policía que llega que no se cometió ningún delito y acompaña a la pareja fuera del edificio de forma segura.
Un comunicado de prensa anuncia que Dick ha sido contratado para ser presidente de la empresa, ya que Charlie ha dimitido.

## Reparto
- George Segal como Dick Harper.
- Jane Fonda como Jane Harper.
- Ed McMahon como Charlie Blanchard.
- Dick Gautier como Dr. Will.
- Allan Miller como director de la empresa de préstamos.
- Hank Garcia como Raoul Esteban.
- John Dehner como el padre de Jane.
- Mary Jackson como la madre de Jane.
- Walter Brooke como el Sr. Weeks.
- Sean Frye como Billy.
- Fred Willard como Bob.
- Selma Archerd como matrona de Beverly Hills.
- John Brandon como Pete Winston.
- Thayer David como Deacon.
- Burke Byrnes como Roger.
- Dewayne Jesse como Ladrón.
- Anne Ramsey como solicitante de empleo.
- Jon Christian Erickson como transexual.
- Gloria Stroock como Mildred Blanchard.
- Art Evans como hombre en el bar.
- Richard Foronjy como hombre del paisaje.
- Harry Holcombe como farmacéutico.
- James Jeter como oficial de inmigración.
- Thalmus Rasulala como hombre de cupones de alimentos.
- James Reynolds (sin acreditar) como Johnson, técnico de mantenimiento de ingresos.
- Jay Leno (sin acreditar) como Carpenter.

## Recepción
La película fue la tercera película más taquillera de Columbia en los EE. UU. en 1977, con alquileres devueltos desde Estados Unidos y Canadá por 13,6 millones de dólares. 
La película recibió críticas mixtas de los críticos. En Rotten Tomatoes, la película tiene una calificación del 57% según reseñas de 14 críticos.
Roger Ebert, del Chicago Sun-Times, le dio 2,5 sobre 4 y escribió: «Esto es bastante divertido, pero de alguna manera es demasiado fácil. Es una comedia de situación, cuando los momentos anteriores de la película parecían prometernos un comentario duro...».

## Nueva versión
La película fue rehecha en 2005 con el mismo título, protagonizada por Jim Carrey y Téa Leoni.